# Andulko šafářova
Andulko šafářova patří mezi nejznámější české lidové písně. Pochází z Bechyňska a má dvě sloky. Lidový text byl zaznamenán v prvním díle sbírky Národní písně, pohádky, pověsti, říkadla, obyčeje všeobecné a zejména právní, který vyšel roku 1877 v Praze.
Hudbu napsal František Kmoch[zdroj⁠?!] ve tříčtvrťovém rytmu. Melodie odpovídá sousedské, českému lidovému tanci. Skládá se z předvětí, středního dílu a závětí, které je totožné s předvětím. Doprovází se durovými akordy postavenými na tónice, dominantě a v menší míře také na subdominantě.